# Mikey Madison
Mikaela «Mikey» Madison Rosberg (Los Ángeles, California; 25 de marzo de 1999) es una actriz estadounidense.
Comenzó su carrera actuando en cortometrajes y recibió reconocimiento por su papel de una adolescente hosca en la serie de comedia de FX Better Things (2016-2022), y por Anora (2024) de Sean Baker, obteniendo el Premio Óscar a la mejor actriz por esta última. También interpretó a Susan Atkins en la película de comedia dramática de época de Quentin Tarantino, Once Upon a Time in Hollywood (2019) y a Amber Freeman en la película de terror Scream (2022).
En 2024, Madison protagonizó la comedia dramática Anora, dirigida por Sean Baker, siendo elogiada por la crítica cinematográfica. Por la película recibió nominaciones a mejor actriz en los Globos de Oro, los Premios BAFTA y los Premios Óscar, entre otros, resultando ganadora en las dos últimas entregas de premios por su actuación.

## Biografía
Mikaela Madison Rosberg nació en Los Ángeles, California, y creció en el Valle de San Fernando. Sus padres son psicólogos y tiene dos hermanos (uno de los cuales es su mellizo) y dos hermanas. Ella es de ascendencia judía.
Madison inicialmente se entrenó como jinete competitivo antes de pasar a actuar a los 14 años. Fue educada en casa después del séptimo grado. En octubre de 2024, Madison vive en Los Ángeles. Tiene un gato llamado Biscuit y un perro llamado Jam.

## Carrera

### 2013-2024: trabajos iniciales

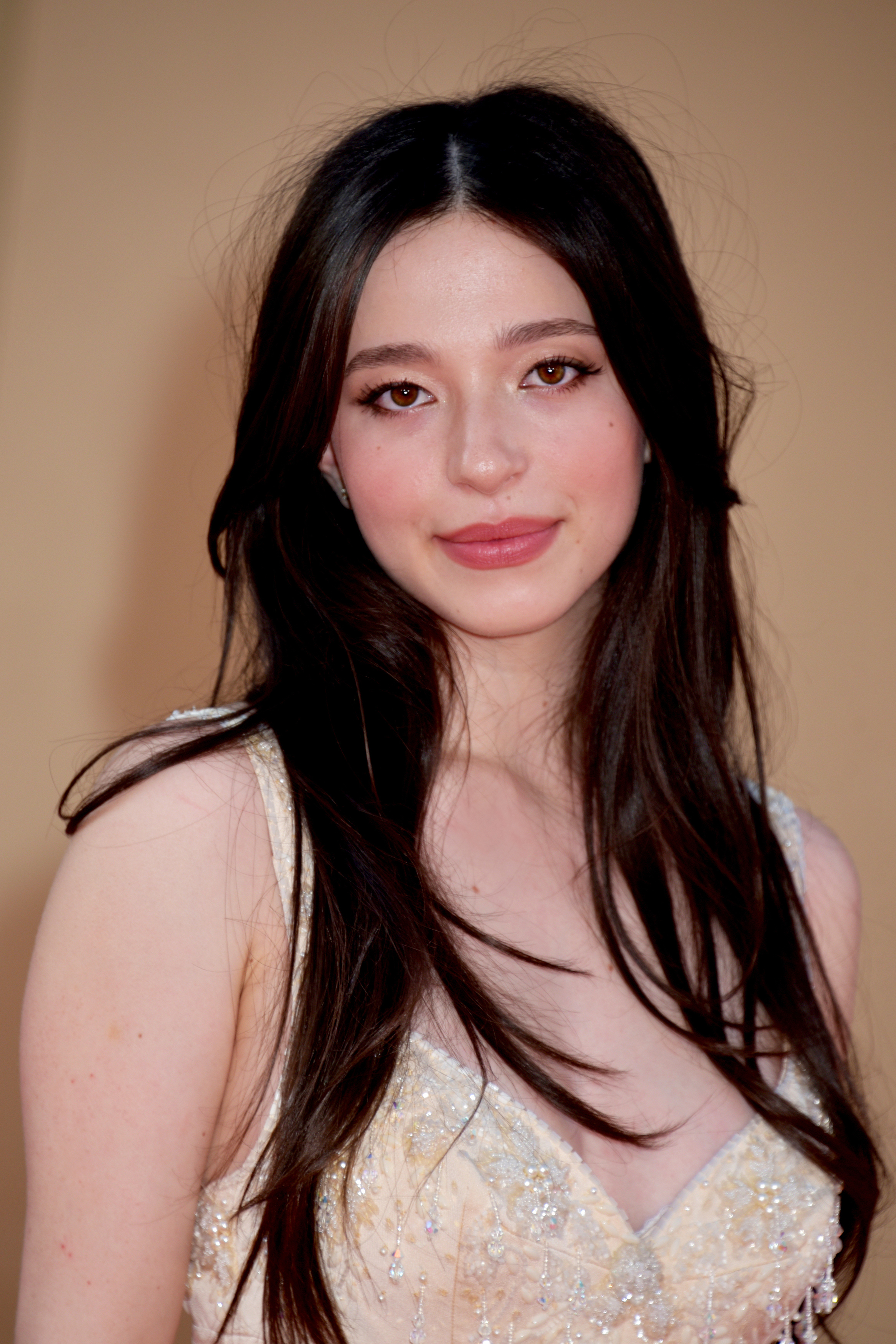
Madison en la premier de Once Upon a Time in Hollywood en 2019.

Madison comenzó su carrera como actriz apareciendo en numerosos cortometrajes, incluidos Retirement (2013), Pani's Box (2013) y Bound for Greatness (2014). En 2014, Madison protagonizó su primer largometraje, Liza, Liza, Skies are Grey, a los 15 años. La película no se estrenó hasta 2017. En 2016, comenzó un papel protagónico como Max Fox en la serie de comedia dramática de FX Better Things, que se renovó para una quinta temporada. De 2017 a 2018, fue estrella invitada en la serie de comedia negra de Bravo, Impostores. En 2018, Madison apareció en las películas dramáticas Monster y Nostalgia.
Madison obtuvo reconocimiento por su papel como Susan «Sadie» Atkins, miembro de la familia Manson, en la película de comedia dramática de Quentin Tarantino, Once Upon a Time in Hollywood (2019), que se estrenó en el Festival de Cine de Cannes de 2019 y fue un éxito comercial con una recaudación mundial de 374,3 millones de dólares.Prestó su voz para el personaje de Candi la Barista en la película animada de comedia negra The Addams Family, que se estrenó en octubre de 2019.
En septiembre de 2020, Madison fue elegida para el papel de Amber Freeman en Scream, la quinta entrega de la saga Scream, que fue dirigida por Matt Bettinelli-Olpin y Tyler Gillett. La película se estrenó en 2022 con éxito comercial y de crítica, convirtiéndose en la 28.ª película más taquillera de su año. Escribiendo para The A.V. Club, Katie Rife calificó a Madison como una intérprete destacada en la película.

### 2024-presente:Anoray reconocimiento

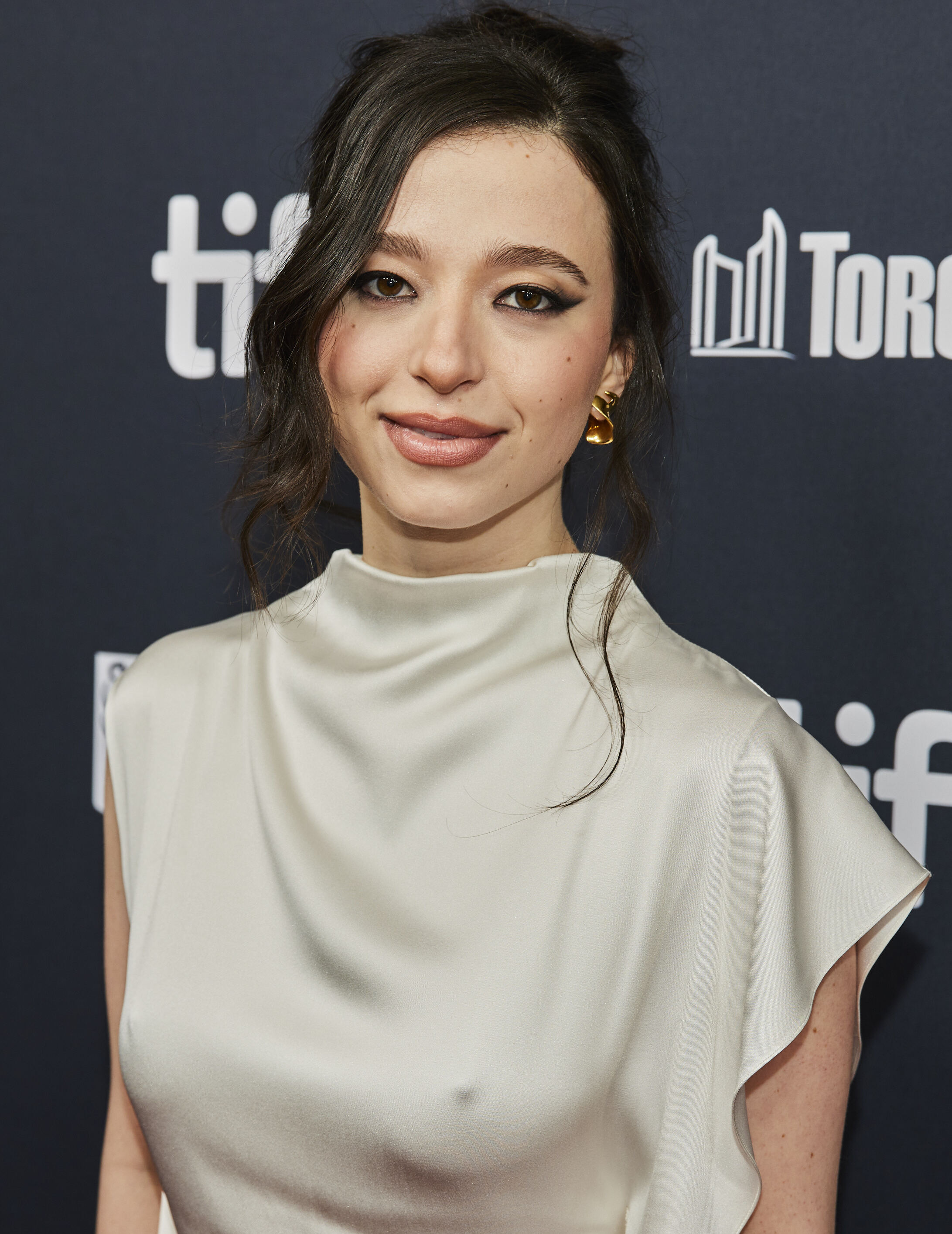
Madison en el Festival Internacional de Cine de Toronto de 2024.

En 2024, Madison tuvo un papel secundario en la miniserie Lady in the Lake. Fue elegida por Sean Baker para la película de drama romántico Anora, como la estríper y trabajadora sexual protagónica. El personaje fue escrito para Madison después de que Baker viera sus actuaciones en Scream y Once Upon a Time in Hollywood. Para el papel, estudió ruso y realizó sus propias acrobacias, incluidas dos escenas de lucha.La película se estrenó en el Festival de Cine de Cannes de 2024 con gran éxito de crítica, ganando la Palma de Oro. Se convirtió en un éxito comercial tras su estreno en cines, recaudando más de 30 millones de dólares en todo el mundo frente a su presupuesto de 6 millones. Richard Lawson de Vanity Fair elogió el acento de Brooklyn de Madison y destacó su actuación, describiéndola como «grande y vívida, descarada pero encantadora». Su actuación le valió nominaciones al Globo de Oro, al BAFTA, al Premio de la Crítica Cinematográfica y al Premio del Sindicato de Actores; asimismo ganó el premio Oscar a la mejor actriz.
En abril de 2025, Madison estuvo en breves negociaciones para ser la villana en Star Wars: Starfighter, pero se negó debido a una disputa salarial.  En mayo de 2025, Madison fue elegida para la próxima película Reptilia, que será dirigida por Alejandro Landes. Para junio de 2025, fue elegida para protagonizar The Masque of the Red Death para A24. En agosto de 2025 fue elegida para protagonizar la segunda parte de Red Social

## Filmografía

### Cine
| Año  | Título                        | Papel                | Notas        | Ref.   |
| ---- | ----------------------------- | -------------------- | ------------ | ------ |
| 2013 | Retirement                    | Hija                 | Cortometraje |        |
| 2013 | Pani's Box                    | Pani                 | Cortometraje |        |
| 2014 | Bound for Greatness           | Haley                | Cortometraje |        |
| 2017 | Liza, Liza, Skies Are Grey    | Liza                 |              | [ 40 ] |
| 2018 | Monster                       | Alexandra Floyd      |              | [ 14 ] |
| 2018 | Nostalgia                     | Kathleen             |              | [ 15 ] |
| 2019 | Once Upon a Time in Hollywood | Susan «Sadie» Atkins |              | [ 41 ] |
| 2019 | The Addams Family             | Candi la Barista     | Papel de voz | [ 19 ] |
| 2021 | It Takes Three                | Kat Walker           |              | [ 42 ] |
| 2022 | Scream                        | Amber Freeman        |              | [ 41 ] |
| 2023 | All Souls                     | River                |              | [ 43 ] |
| 2024 | Anora                         | Anora «Ani» Mikheeva |              | [ 41 ] |

### Televisión
| Año       | Título           | Papel            | Notas                         | Ref.   |
| --------- | ---------------- | ---------------- | ----------------------------- | ------ |
| 2016–2022 | Better Things    | Max Fox          | Papel principal, 46 episodios | [ 41 ] |
| 2017–2018 | Imposters        | Maddie (joven)   | 2 episodios                   | [ 44 ] |
| 2024      | Lady in the Lake | Judith Weinstein | Miniserie                     | [ 27 ] |

## Reconocimientos
| Año  | Premio                                                            | Categoría                                                | Trabajo | Resultado | Ref    |
| ---- | ----------------------------------------------------------------- | -------------------------------------------------------- | ------- | --------- | ------ |
| 2024 | Premios Astra                                                     | Mejor actriz                                             | Anora   | Nominado  | [ 45 ] |
| 2024 | Premios del Círculo de Críticos de Cine de Atlanta                | Mejor actriz                                             | Anora   | Ganador   | [ 46 ] |
| 2024 | Asociación de Críticos de Cine de Boston                          | Mejor actriz                                             | Anora   | Ganador   |        |
| 2024 | Asociación de Críticos de Cine de Chicago                         | Mejor actriz                                             | Anora   | Nominado  | [ 47 ] |
| 2024 | Festival de cine estadounidense de Deauville                      | Premio a la estrella emergente de Hollywood              | -       | Ganador   | [ 48 ] |
| 2024 | Festival de Cine de Savannah                                      | Premio al avance                                         | -       | Ganador   | [ 49 ] |
| 2024 | Festival de Cine de Mill Valley                                   | Premio MVFF a la actuación revelación                    | Anora   | Ganador   | [ 50 ] |
| 2024 | Premios Gotham                                                    | Desempeño de liderazgo sobresaliente                     | Anora   | Nominado  | [ 51 ] |
| 2024 | Asociación de Críticos de Cine de Iowa                            | Mejor actriz                                             | Anora   | Ganador   | [ 52 ] |
| 2024 | Sociedad de Críticos de Cine de Las Vegas                         | Mejor actriz                                             | Anora   | Ganador   | [ 53 ] |
| 2024 | Asociación de Críticos de Cine de Los Ángeles                     | Mejor desempeño de líder                                 | Anora   | Ganador   | [ 54 ] |
| 2024 | Consejo Nacional de Crítica de Cine                               | Rendimiento innovador                                    | Anora   | Ganador   |        |
| 2024 | Críticos de Cine de Nueva York en Línea                           | Mejor actriz                                             | Anora   | Nominado  |        |
| 2024 | Círculo de Críticos de Phoenix                                    | Mejor actriz                                             | Anora   | Ganador   | [ 55 ] |
| 2024 | Sociedad de Críticos de Cine de San Diego                         | Mejor actriz                                             | Anora   | Nominado  | [ 56 ] |
| 2024 | Sociedad de Críticos de Cine de San Diego                         | Rendimiento innovador                                    | Anora   | Ganador   |        |
| 2024 | Círculo de Críticos de Cine del Área de la Bahía de San Francisco | Mejor actriz                                             | Anora   | Nominado  | [ 57 ] |
| 2024 | Sociedad de Críticos de Cine de Seattle                           | Mejor actriz                                             | Anora   | Ganador   | [ 58 ] |
| 2024 | Asociación de Críticos de Cine del Sureste                        | Mejor actriz                                             | Anora   | Ganador   |        |
| 2024 | Asociación de Críticos de Cine de San Luis                        | Mejor actriz                                             | Anora   | Ganador   |        |
| 2024 | Asociación de Críticos de Cine de Toronto                         | Desempeño de liderazgo sobresaliente                     | Anora   | Ganador   | [ 59 ] |
| 2024 | Festival de Cine de Virginia                                      | Premio al logro en la actuación                          | Anora   | Ganador   | [ 60 ] |
| 2024 | Asociación de Críticos del Área de Washington D. C.               | Mejor actriz                                             | Anora   | Ganador   | [ 61 ] |
| 2025 | Premios Óscar                                                     | Mejor actriz                                             | Anora   | Ganador   | [ 62 ] |
| 2025 | Alianza de Mujeres Periodistas de Cine                            | Mejor actriz                                             | Anora   | Nominado  | [ 63 ] |
| 2025 | Alianza de Mujeres Periodistas de Cine                            | Mejor actuación revelación femenina                      | Anora   | Ganador   | [ 63 ] |
| 2025 | Premios BAFTA                                                     | Mejor Actriz en un Papel Protagónico                     | Anora   | Ganadora  | [ 64 ] |
| 2025 | Premios BAFTA                                                     | Premio a la estrella en ascenso                          | -       | Pendiente | [ 64 ] |
| 2025 | Premios de la Crítica Cinematográfica                             | Mejor actriz                                             | Anora   | Nominado  | [ 65 ] |
| 2025 | Premios de la Crítica Cinematográfica                             | Mejor reparto actoral                                    | Anora   | Nominado  | [ 65 ] |
| 2025 | Asociación de Críticos de Cine de Georgia                         | Mejor actriz                                             | Anora   | Ganador   | [ 66 ] |
| 2025 | Premios Globo de Oro                                              | Mejor Actriz en una Película - Musical o Comedia         | Anora   | Nominado  | [ 67 ] |
| 2025 | Sociedad de Críticos de Cine en Línea                             | Mejor actriz                                             | Anora   | Ganador   | [ 68 ] |
| 2025 | Festival Internacional de Cine de Palm Springs                    | Premio al mejor desempeño                                | Anora   | Ganador   | [ 69 ] |
| 2025 | Premios Satellite                                                 | Mejor Actriz – Comedia o Musical                         | Anora   | Nominado  | [ 70 ] |
| 2025 | Premios del Sindicato de Actores                                  | Mejor interpretación de una actriz en un papel principal | Anora   | Nominada  | [ 38 ] |
| 2025 | Premios del Sindicato de Actores                                  | Actuación destacada de un elenco en una película         | Anora   | Nominada  | [ 38 ] |